# Sarbelio Navarrete
Sarbelio Navarrete García (San Vicente, 29 de noviembre de 1880 - San Salvador, 2 de junio de 1952) fue un abogado salvadoreño. Ostentó los cargos de presidente de la Corte Suprema de Justicia de El Salvador, y el de rector de la Universidad de El Salvador. También fue miembro de la Academia Salvadoreña de la Lengua.

## Biografía
Fue el primero de doce hijos del matrimonio de Venancio Navarrete y Enriqueta García. Vivió su infancia en la localidad de San Esteban Catarina, y realizó sus estudios de secundaria en el colegio Divino El Salvador y el Instituto Nacional Francisco Menéndez, ambos de San Salvador.
El año 1913 obtuvo el grado de Doctor en Jurisprudencia y Ciencias Sociales de la Universidad de El Salvador, con la tesis El Estado Centroamericano. Tres años antes había sido seleccionado como representante de los estudiantes al II Congreso Universitario Americano en la ciudad de Buenos Aires.
Navarrete pronunció varios memorables discursos entre los que cabe mencionar el realizado ante la Sociedad Obreros Amigos en 1915; otro en honor al patriota Augusto César Sandino en 1928; y también al libertador Simón Bolívar en conmemoración del centenario de su fallecimiento en 1930.
Para 1936 fue nombrado rector de la Universidad de El Salvador, pero debió renunciar tres años después ante el acoso del gobierno de Maximiliano Hernández Martínez quien suprimió la autonomía universitaria. Se dice que dicho cargo era el que más apreciaba de su dilatada carrera académica y profesional.
Caído el régimen de Martínez, fue elegido como segundo designado para la presidencia de la República, del que también dimitió por presiones del nuevo mandatario Osmín Aguirre y Salinas. Tras la renuncia se marchó a Guatemala. El año 1948 presidió la Corte Suprema de Justicia y falleció en 1952.
La Asamblea Legislativa instalada en el 3 de junio, el día después de su muerte, declaró el 3 de junio como día de duelo nacional "en demostración de pesar por la muerte del Ilustre ciudadano Doctor Sarbelio Navarrete; debiendo permanecer a media asta el Pabellón Nacional."